# 尖吻土魟
尖吻土魟（学名：Telatrygon acutirostra），又名尖吻魟、魴仔，为软骨鱼纲鲼目魟科尖吻魟屬下的一个种，该物种被IUCN列为近危物种，分布於西北太平洋日本南部、東海海域，深度53至142公尺，本魚體呈菱形，胸鰭盤的寬度與長度大致相同，具有圓形的外緣和凹形的前緣，吻部尖突成三角形，眼睛小，後面有大的氣孔，嘴略微彎曲，底部沒有乳突，上排齒有40-51個，下排齒有39-49個，腹鰭呈三角形，尾巴為鞭狀，具有1至2個毒刺，體上部是淺棕色，下面是白色，體長可達72.5 公分，近似種為尖嘴魟(T. zugei)，兩者的區別在於其眼球尺寸較大、尾部沒有背鰭褶皺。棲息在近海沙泥底質海域，為底棲性魚類，屬肉食性，以甲殼類為食，卵胎生，生活習性不明，可作為食用魚。